# Летовочный сельский округ
Летовочный сельский округ (каз. Летовочное ауылдық округі) — административная единица в составе Тайыншинского района Северо-Казахстанской области Казахстана. Административный центр — село Летовочное.
Население — 2591 человек (2009, 4290 в 1999, 5801 в 1989).
Динамика численности
| Численность населения | Численность населения | Численность населения |
| 1989                  | 1999                  | 2009                  |
| --------------------- | --------------------- | --------------------- |
| 5801                  | ↘4290                 | ↘2591                 |

## Образование
На территории сельского округа функционируют 6 школ: 2 средние школы, 2 основные школы, 2 начальные школы.

## Религиозные объединения
- Церковь «Благодать»
- Евангелическо-Лютеранский приход Северо-Казахстанской области
- Римско-Католический Приход Святого Франциска Ассизкого
- Миссия благотворения и Евангелизации «Еммануил»
- Намазхана в сёлах Талап и Мадениет[3]

## История
Летовочный сельский совет образован постановлением ВЦИК от 29 июля 1936 года. 24 декабря 1993 года решением главы Кокчетавской областной администрации образован Летовочный сельский округ.
В состав сельского округа 7 апреля 1997 года была включена территория ликвидированного Берёзовского сельского совета (сёла Горькое, Березовка). Село Берёзовка было ликвидировано. Село Волынское было ликвидировано в 2008 году. В 2013 году в состав округа вошла территория ликвидированного Краснокаменского сельского округа.

## Состав
В состав округа входят такие населенные пункты:
| Населенный пункт    | Население, человек (1989) | Население, человек (1999) | Население, человек (2009) |
| ------------------- | ------------------------- | ------------------------- | ------------------------- |
| Берёзовка, деревня  | 40                        | 28                        | -                         |
| Волынское, село     | 163                       | 115                       | -                         |
| Горькое, село       | 1019                      | 907                       | 573                       |
| Краснокаменка, село | 1119                      | 952                       | 488                       |
| Летовочное, село    | 1817                      | 1178                      | 722                       |
| Мадениет, село      | 367                       | 338                       | 218                       |
| Подлесное, село     | 947                       | 569                       | 363                       |
| Талап, село         | 329                       | 346                       | 227                       |